# Croton leptopus
Espèce
Croton leptopus est une espèce de plantes à fleurs du genre Croton et de la famille Euphorbiaceae probablement présente aux Fidji.
Il a pour synonyme :
- Oxydectes leptopus, (Müll.Arg.) Kuntze